# Cuneo Challenger 1980
Il Cuneo Challenger 1980 è stato un torneo di tennis facente parte della categoria ATP Challenger Series nell'ambito dell'ATP Challenger Series 1980. Il torneo si è giocato a Cuneo in Italia dal 2 all'8 giugno 1980 su campi in terra rossa.

## Vincitori

### Singolare
Ricardo Cano ha battuto in finale  Mario Martínez con il punteggio di 7–5, 6–2

### Doppio
Ricardo Cano /  Carlos Gattiker hanno battuto in finale   /  Pedro Rebolledo con il punteggio di 4–6, 7–6, 6–2